# Liga Pro (AFPorto)
A Liga Pro (Hyundai Liga Pro por razões de patrocínios) é o primeiro escalão do futebol distrital do Porto e uma prova semiprofissional organizada pela AF Porto, tendo o seu início na temporada de 2024-2025.
Tem o nome comercial de Hyundai Liga Pro devido a um acordo de patrocínio entre a fabricante de carros e a AF Porto.
A Hyundai Liga Pro contará com 18 clubes e será disputada no sistema de pontos corridos ao longo de 34 jornadas, com cada jornada apresentando nove jogos. O clube que terminar em primeiro lugar será coroado campeão distrital e garantirá acesso ao Campeonato de Portugal.
A competição ir se estrear no dia 1 de setembro de 2024 

## Temporada 2024-25

### Clubes
| Clube                | Local                 | Estádio                                          | Lotação |
| -------------------- | --------------------- | ------------------------------------------------ | ------- |
| Aliança FC Gandra    | Gandra                | Complexo Desportivo Cidade de Gandra             | 3.000   |
| Aparecida FC         | Torno                 | Estádio Aparecida Futebol Clube                  | 1.000   |
| AR São Martinho      | São Martinho do Campo | Estádio Comendador Abílio Ferreira de Oliveira   | 2.000   |
| AC Vila Meã          | Vila Meã              | Estádio Municipal de Vila Meã                    | 2.950   |
| CF Oliveira do Douro | Oliveira do Douro     | Estádio do Clube de Futebol de Oliveira do Douro | 1.500   |
| Ermesinde SC 1936    | Ermesinde             | Estádio dos Sonhos                               | 4.500   |
| FC Lixa              | Lixa                  | Estádio Senhor do Amparo                         | 6.000   |
| FC Maia Lidador      | Maia                  | Estádio Municipal Dr. José Vieira de Carvalho    | 15.000  |
| FC Vilarinho         | Vilarinho             | Estádio Municipal de Vilarinho                   | 1.200   |
| GDC Vila Caiz        | Vila Caiz             | Campo De Vila Caiz                               | 1.500   |
| Leixões SC B         | Senhora da Hora       | Complexo Desportivo Óscar Marques                | 2.000   |
| Padroense FC         | Padrão da Légua       | Estádio do Padroense FC                          | 3.000   |
| SC Canidelo          | Canidelo              | Estádio Manoel Marques Gomes                     | 800     |
| SC Rio Tinto         | Rio Tinto             | Estádio Cidade de Rio Tinto                      | 2.500   |
| UD Sousense          | Foz do Sousa          | Estádio 1º de Dezembro                           | 2.000   |
| União Nogueirense FC | Nogueira da Maia      | Estádio Municipal de Nogueira da Maia            | 2.000   |
| Valadares Gaia FC    | Valadares             | Complexo Desportivo de Valadares                 | 1.000   |
| Vila FC              | Vila Nova de Gaia     | Parque de Jogos Soares dos Reis                  | 5 000   |

## Referencias
1. ↑  «HYUNDAI JUNTA-SE À AF PORTO COMO MAIN SPONSOR DA LIGA PRO, O NOVO PRIMEIRO ESCALÃO DO FUTEBOL DISTRITAL - AFPorto». 5 de agosto de 2024. Consultado em 5 de agosto de 2024
2. ↑  «Hyundai Liga Pro é o novo principal escalão de futebol da AFP». Jornal de Notícias. Consultado em 5 de agosto de 2024
3. ↑  Silva, Nuno (5 de agosto de 2024). «Hyundai Liga Pro é o nome oficial da nova prova da AF Porto». Novum Canal. Consultado em 5 de agosto de 2024
4. ↑  «HYUNDAI JUNTA-SE À AF PORTO COMO MAIN SPONSOR DA LIGA PRO». oprimeirodejaneiro.sapo.pt. Consultado em 6 de agosto de 2024